# アイバニーズ・RG
アイバニーズ・RG(アイバニーズ・アールジー)は、アイバニーズが製造するスーパーストラトタイプのエレクトリックギターのシリーズ名で、同社の代表的なモデルである。

## 概要
1987年に、スティーヴ・ヴァイの"JEM"と共に、RGの初代モデルは誕生した。ストラトシェイプでエッジが尖ったボディに独自デザインのヘッドストックを組み合わせたギターである。
最も一般的な仕様はHSHレイアウト（ネック側からブリッジにかけて、ハムバッキング、シングルコイル、ハムバッキング）のピックアップ、ロック式トレモロユニット（基本形はフロイドローズだが、アイバニーズの独自設計 EDGE　Tremolo）を装備し、コイルタップ配線のセレクタースイッチでストラト系とレスポール系のサウンドを一本で出せるようになっている。
ハードロック、ヘヴィメタル系サウンドを得意とし、プロミュージシャンから初心者まで愛用者の多いモデルである。またアーティストモデルとして、ポール・ギルバートの"PGM"などがRGをベースに作られている。